# Siarhiej Smal
Siarhiej Mikałajewicz Smal (biał. Сяргей Мікалаевіч Смаль; ros. Сергей Николаевич Смаль, Siergiej Nikołajewicz Smal; ur. 30 września 1968 w Rzeczycy) – radziecki i białoruski zapaśnik w stylu wolnym.
Dwukrotny olimpijczyk. Srebrny medal na olimpiadzie w Barcelonie 1992 w kategorii 57 kg. Jedenasty na Igrzyskach w Atlancie 1996 w kategorii 62 kg. Rozpoczynał karierę w barwach ZSRR. Na Igrzyskach w Barcelonie reprezentował WNP. Od 1993 zawodnik Białorusi.
Siedmiokrotny uczestnik Mistrzostw Świata, trzykrotny medalista, złoty w 1991. Sześć razy startował na Mistrzostwach Europy, gdzie zdobył pięć medali. Pierwszy na igrzyskach Bałtyckich w 1997. Pierwszy w Pucharze Świata w 1991.
Mistrz ZSRR w 1991, trzeci w 1990 roku. Złoty medal mistrzostw WNP w 1992 roku.